# 圣克莱门特
圣克莱门特，是西班牙卡斯蒂利亚-拉曼恰昆卡省的一个市镇。总面积278平方公里，总人口6346人（2001年），人口密度23人/平方公里。